# Leonardo Chopinot

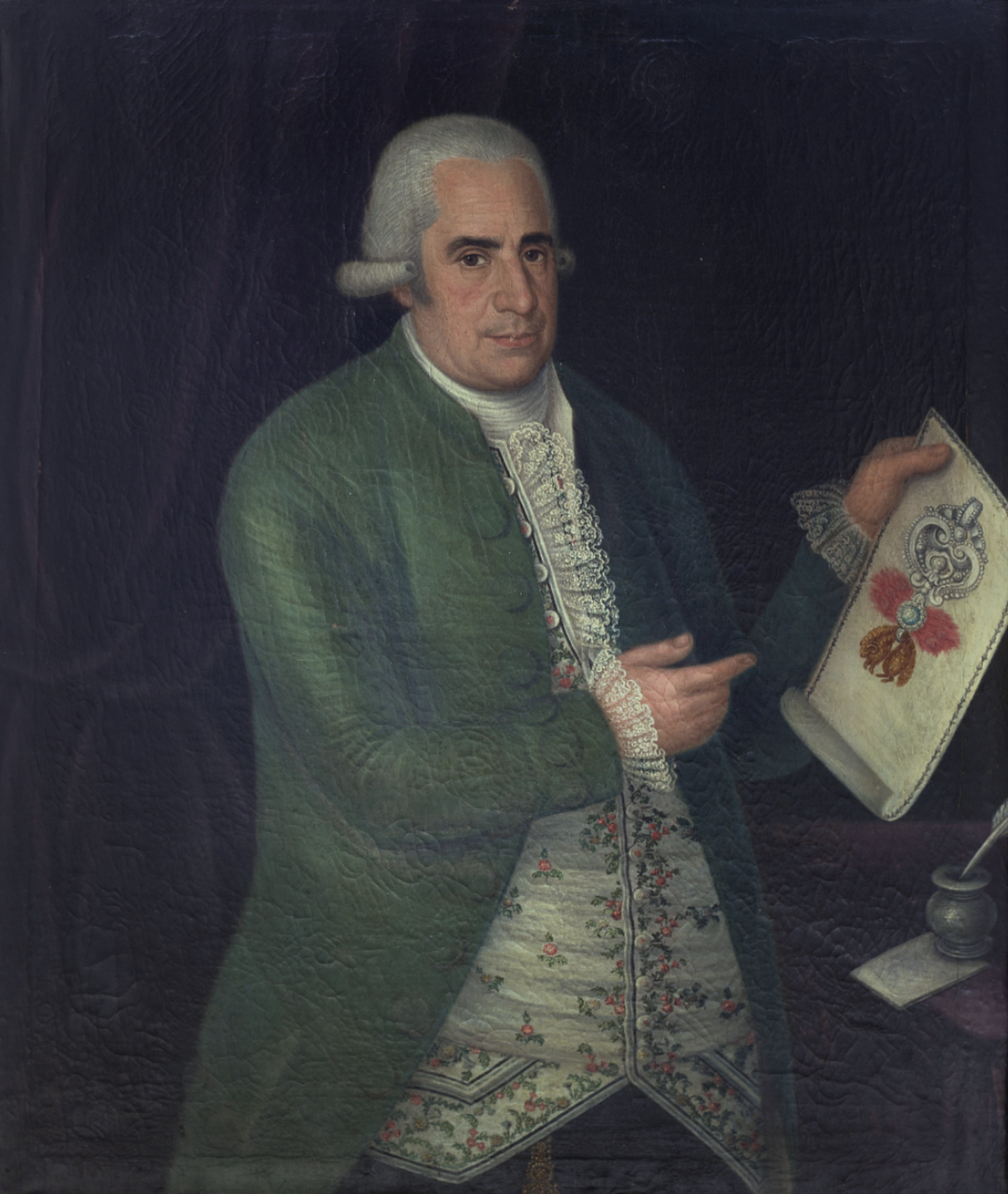
Leonardo Chopinot, retratado con un diseño del Toisón de Oro (pintura anónima).

Leonardo Chopinot (París 1734 - Madrid 1799) fue 
diseñador de joyas y joyero de origen francés que trabajó para la corte española de Carlos IV.

## Platero Real
Nació en París en 1734; se desconoce la fecha exacta pero sí consta que fue bautizado el 4 de agosto de 1734. Era hijo de Dionisio Chopinot, de la Borgoña y de Mariana Armant, de París. Casado con Ángela Sulpice, no tuvieron descendencia.  En 1769 comenzó a trabajar como platero de oro de la princesa de Asturias, la futura reina María Luisa de Parma, esposa de Carlos IV, creando diversas joyas para ella y su entorno. 

En 1772 solicitó la plaza de ayuda de guardajoyas de la Corona, que había quedado vacante tras el fallecimiento de José Briones, tras lo que publicó un memorial con los trabajos realizados hasta la fecha. En 1773 fue nombrado platero de joyas de la real Cámara, aunque sin fuero y en 1782 platero de joyas de la real Casa por fallecimiento de Manuel López Sáez. Finalmente en 1785 se le concedió el privilegio de usar el uniforme de jefe honorario de la real Guardajoyas. 

## Jefe de Guardajoyas y Artífice de Joyas de su Real Cámara y Corte
Tras alcanzar los títulos necesarios para desarrollar su labor de platero de oro, tal como se denominaban a los creadores de joyas para la Corona, y ya reinando Carlos IV, fue el principal diseñador de joyas y proveedor de la reina María Luisa, y su trabajo a partir de esta fecha fue en aumento. 
Además de crear las joyas que adornaron a los reyes el día de su proclamación, fue el tasador de las alhajas que se custodiaban en el guardajoyas y el guardarropa, tras la muerte de Carlos III, así como de aquellas que habían pertenecido al difunto Fernando VI y al mismo Carlos IV. Además de la tasación recibió el encargo de deshacer, desmontar y emplear las piedras preciosas en la creación de nuevas alhajas “a la moda” siguiendo las pautas del estilo francés.

Queriendo estar a la altura de los otros jefes de la Casa Real, mediante un extenso  memorial, solicitó al monarca  que le permitiera bordar los adornos del uniforme que le había concedido como jefe de la real Guardajoyas. El Rey, valorando positivamente las joyas que había realizado para su servicio y agradeciendo que no cobrara el 2% que le correspondía de la tasación de todos los diamantes de la Corona, le concedió el honor de que el uniforme que usara a partir de esa fecha estuviera bordado, además de asignarle un sueldo de 18.000 reales de vellón al año y de permitirle  lucir la distinción de la banda de caballero de la orden francesa de San Miguel.

En el memorial, carente de modestia, Chopinot presumía de su trayectoria profesional y de su aportación a la corte española poniéndola al día de los diseños parisinos:  llevaba treinta años trabajando para la corte y cuando llegó a Madrid no se fabricaban obras de calidad, lo que obligaba a encargar las joyas a París y Londres encareciéndose el coste. 

Según su testimonio, al requerirse con urgencia la realización de nuevas joyas había estimulado a los demás artistas de la joyería a perfeccionar su trabajo, viniendo a Madrid, y a su costa, los mejores maestros y oficiales franceses, abaratándose así el coste de las joyas y enseñando  a otros oficiales españoles. Aducía que tenía en su obrador cuarenta oficiales trabajando para las obras encargadas por el Rey y la corte.

En su taller también se ejecutaron muchos aderezos para camaristas y joyeles para embajadores. Estas alhajas las regalaban los Reyes cuando eran padrinos o cuando la camarista daba a luz a su primogénito. Cada aderezo estaba compuesto de un collar de esmeraldas y brillantes, una pareja de pendientes y cuatro flores para la cabeza. Algunas veces se completaba con una sortija. Los joyeles se regalaban a los embajadores cuando se retiraban a su corte y solían distinguirse entre los de primer y segundo orden. 

Además de las gemas que se reutilizaron en nuevos diseños, Chopinot  adquiría pedrería para ejecutar las joyas y debido al volumen de trabajo y a la urgencia de la entrega, llegaba a comprar  directamente las joyas a los comerciantes de la corte. Por ello, con frecuencia llegó a reclamar la entrega de alguna cantidad a cuenta de lo que se le debía y que adeudaba a los proveedores. Igualmente, al efectuarse muchos de los pagos de la Corona en forma de vales, él aducía que sus precios se elevaban al pagársele mediante estos pagarés ya que tenía dificultad para hacerlos efectivo. 

Aun así, gracias a su trabajo y diligencia, Chopinot amasó una gran fortuna, invertida en parte en la compra de pinturas y obras de arte.  En 1795 adquirió parte de la colección de cuadros, estampas y dibujos de los hermanos Francisco y Ramón Bayeu y varios cuadros con escenas de toros de Francisco de Goya.  A la muerte de Chopinot, su viuda Ángela Sulpice tuvo que vender la colección. Manuel Godoy se interesó por ella, pero al final solo adquirió una parte. 

Leonardo Chopinot falleció en Madrid el 2 de noviembre de 1799, habiendo otorgado testamento el 29 de febrero de 1796.  Tras su muerte fue sucedido en su cargo de Guardajoyas Real, por Juan Bautista Soto.